# Obrona dwóch skoczków
Obrona dwóch skoczków jest debiutem z grupy debiutów otwartych, rozpoczynającym się od posunięć:
1. e4 e5
2. Sf3 Sc6
3. Gc4 Sf6

Pierwsze analizy debiutu ukazały się w roku 1580, a ich autorem był Giulio Polerio. Pod koniec XIX wieku obronę dwóch skoczków stosował Michaił Czigorin, zaś w późniejszych latach m.in. Paul Keres, Michaił Tal i Borys Spasski.
Obrona dwóch skoczków powstała w odpowiedzi na poszukiwania ze strony czarnych alternatywy do partii włoskiej (1.e4 e5 2.Sf3 Sc6 3.Gc4 Gc5). Różnicę między partią włoską a obroną dwóch skoczków stanowi trzeci ruch czarnych.
W szachowej encyklopedii debiutów obrona dwóch skoczków oznaczona jest kodami od C55 do C59.

## Wybrana literatura
- Ołeksandr Bielawski, Adrian Michalczyszyn (1999), The Two Knights Defense, Batsford, ISBN 978-0-7134-8441-0
- Jonathan Tait (2004), The Two Knights Defence, Everyman Chess, ISBN 978-1-85744-283-0